# Conjunt Monumental de Sant Sebastià de la Guarda

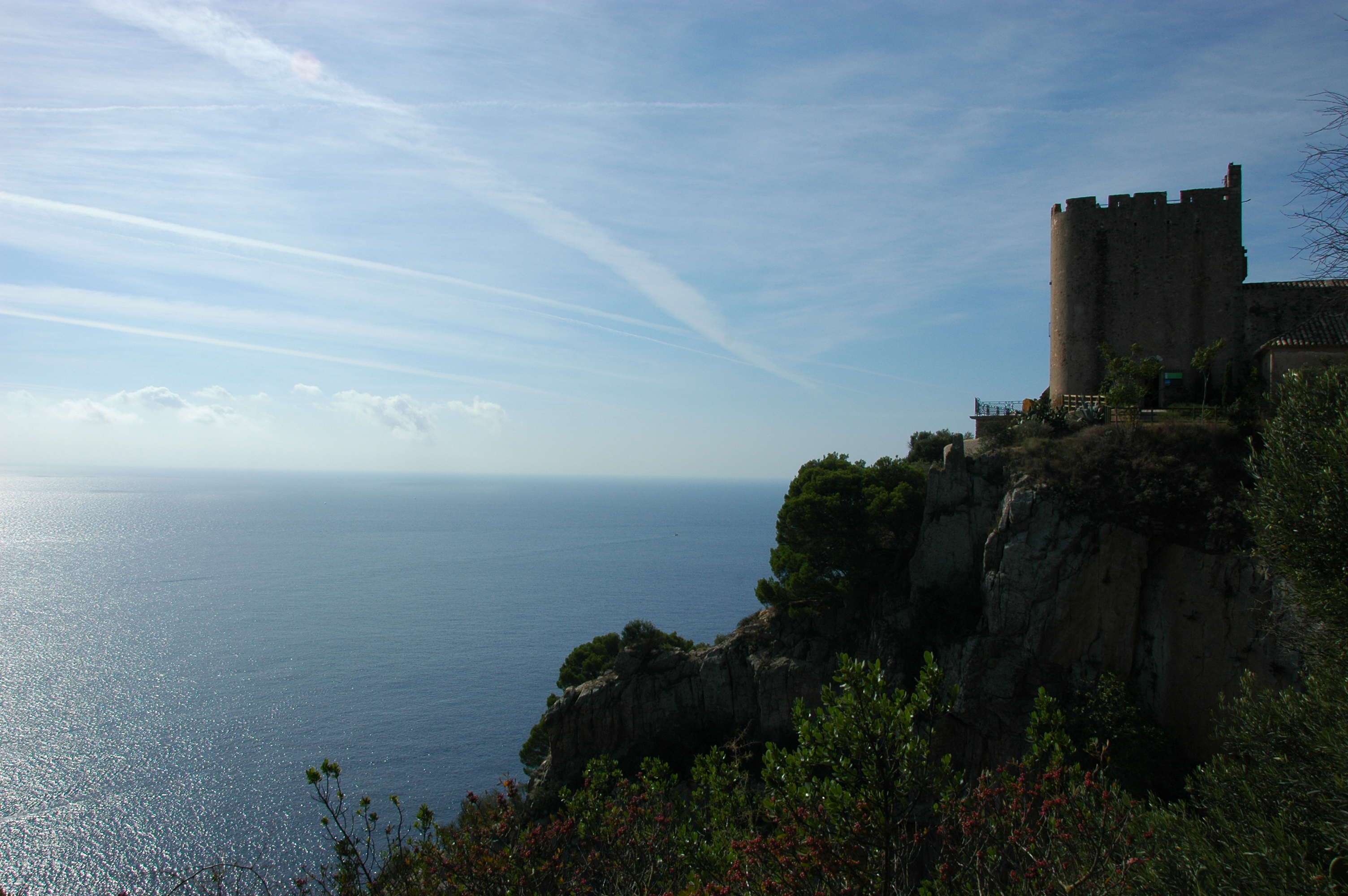
Vista general del conjunt monumental

El Conjunt Monumental de Sant Sebastià de la Guarda és el testimoni de l'ocupació d'un lloc privilegiat des de fa més de 2.600 anys. S'hi pot visitar un jaciment ibèric (s. VI aC), una torre de guaita del segle xv (una construcció defensiva per vigilar la zona costanera i protegir-la de possibles invasions corsàries i pirates, que conserva molts elements originals), una ermita i hostatgeria del segle xviii i un far del segle xix.
Està situat a la muntanya de Sa Guarda que, amb impressionants penya-segats sobre el mar, presenta una de les millors vistes panoràmiques de la Costa Brava, formant el cap de Sant Sebastià. Actualment aquest espai és gestionat pel Museu del Suro de Palafrugell.

## Poblat ibèric de Sant Sebastià de la Guarda

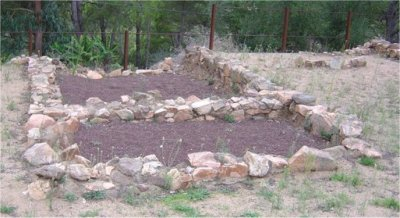
Jaciment ibèric de Sant Sebastià de la Guarda

El jaciment està datat entre els segles V a I aC, encara que en algunes excavacions s'han trobat materials del segle vi aC. Es poden veure fins a quatre cases ibèriques de dues habitacions cadascuna i que es disposen en diversos carrers, formant una superfície d'uns 300 metres quadrats. A més a més s'han descobert quinze sitges o dipòsits excavats a la roca i un forn. Possiblement aquest assentament va concloure la seua activitat amb l'arribada dels romans a Llafranc.
El poblat ibèric de Sant Sebastià de la Guarda fou descobert pels volts de 1960 per Joan Badia i Homs qui, juntament amb un grup de palafrugellencs, portà a terme les primeres prospeccions per delimintar-ne l'extensió física i en el temps en publicà la primera notícies l'any 1966. Les primeres excavacions programades s'iniciaren l'any 1984.

## Torre de guaita

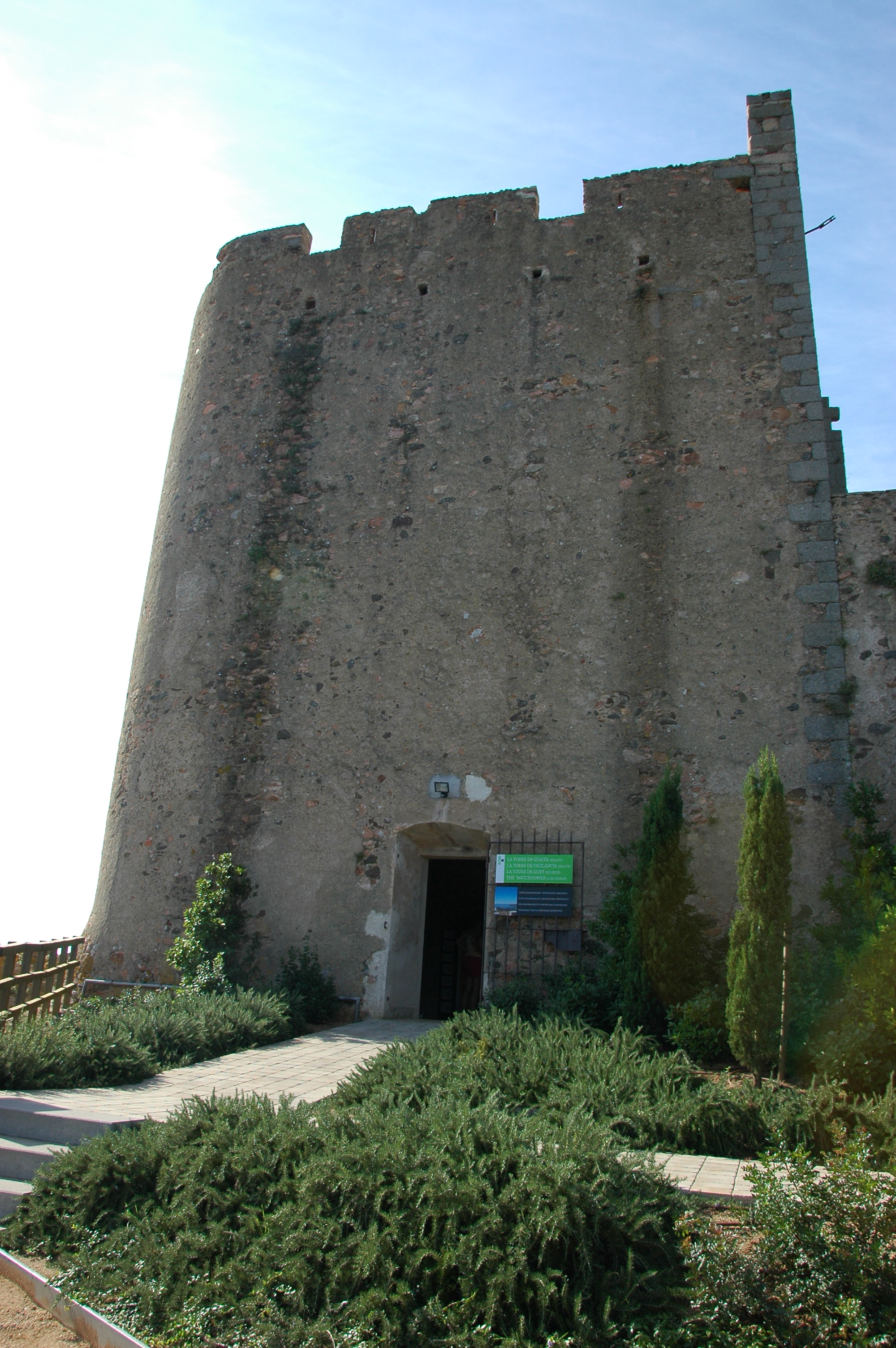
Torre de Sant Sebastià (Palafrugell)

La torre de Sant Sebastià és una torre de guaita situada en la muntanya de Sant Sebastià al municipi de Palafrugell. La planta és de semicercle allargat, segurament condicionada per l'existència d'una primitiva capella a la part baixa de la torre, dedicada a Sant Sebastià. L'exterior és arrebossat, però hi són visibles els angles, amb carreus de granit ben escairats. La façana de ponent té adossada en la meitat inferior l'ermita d'època barroca. Al tram que sobresurt de la capella es poden veure les restes d'un gran matacà de granit. A la banda esquerra d'aquesta façana s'eleva un campanar de paret. Es conserven els merlets que coronaven la torre, de forma rectangular amb una espitllera central.
La torre de guaita de Sant Sebastià de la Guarda es va bastir a partir del 1445 davant l'amenaça que representava la pirateria a la costa. L'avís del perill marítim de la costa de Palafrugell es basava en les torres de Sant Sebastià i de Calella, de 1597, des d'on es podia passar informació d'atac fins ben a l'interior de la plana de l'Empordà. La possibilitat de refugi per a la població era la muralla de Palafrugell, o bé les torres construïdes per acollir els pagesos de fora vila, o bé les esglésies que, en aquell moment, la majoria es fortificaren i s'hi construïren sobre les naus espais per acollir els habitants dels pobles en cas de perill.

## Ermita

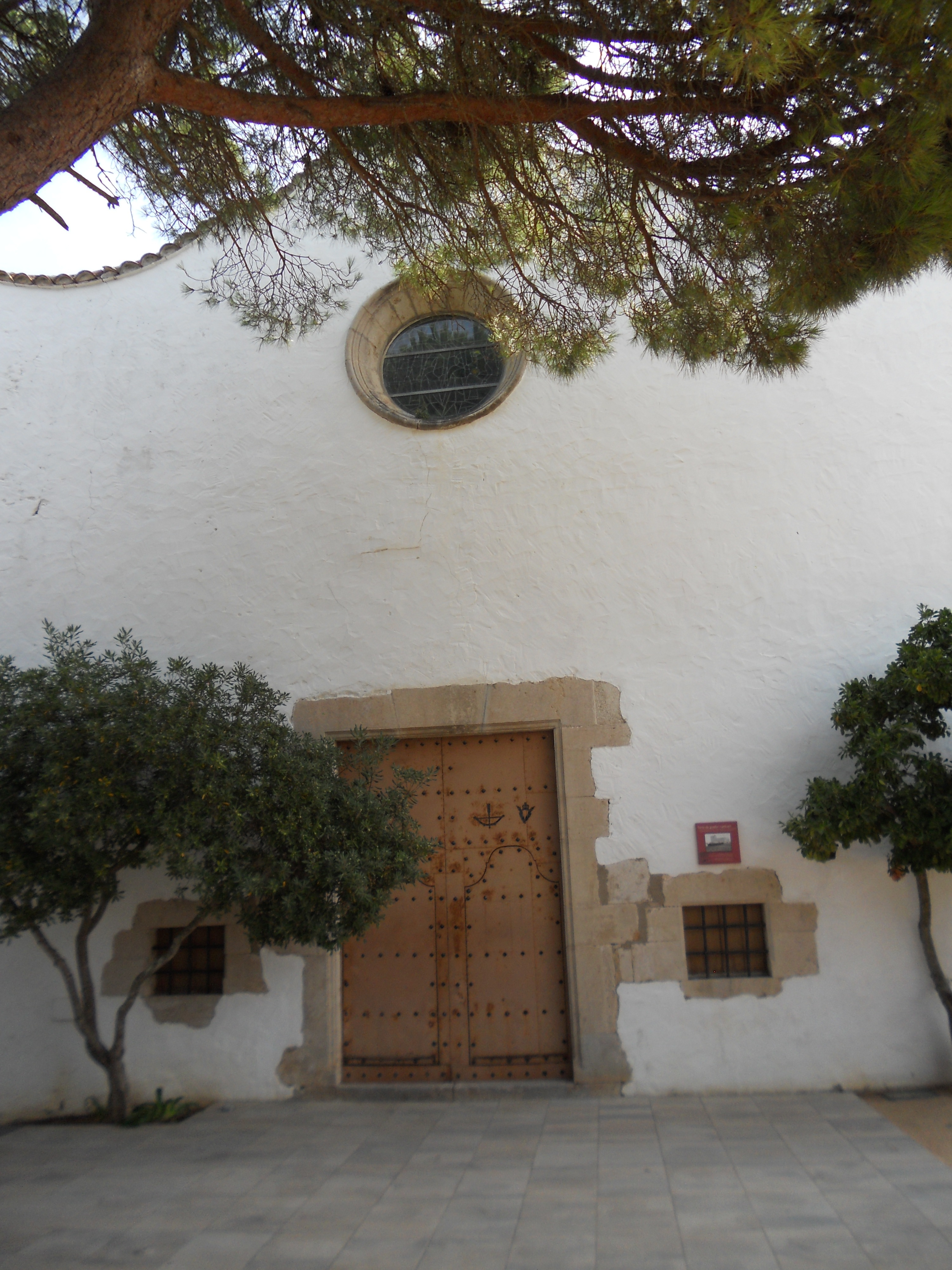
Ermita de Sant Sebastià de la Guarda

L'ermita de Sant Sebastià de la Guarda és una església en la muntanya de Sant Sebastià del municipi de Palafrugell. Juntament amb la torre de Sant Sebastià i l'hostatgeria forma part del conjunt del santuari de Sant Sebastià. L'ermita de Sant Sebastià es troba adossada a la façana de ponent de la torre de guaita medieval que s'alça dalt el promontori que forma el cap de Sant Sebastià. És un edifici d'una sola nau amb dues capelles laterals a cada banda. La façana presenta una composició molt senzilla, amb una porta d'accés rectangular i una rosassa superior. El coronament és sinuós. L'interior té volta d'arets seguda.
La primitiva ermita de Sant Sebastià, que ocupava la part baixa de la torre de guaita, es troba documentada des del segle xv. Va ser bastida com a santuari de sant Sebastià màrtir, protector de les epidèmies. Com a conseqüència de la pesta del 1650 – 1651 es va decidir la construcció d'una nova església i d'una hostatgeria. L'obra va començar el 1707, i es va fer en estil barroc, amb prestacions personals i recaptes del poble de Palafrugell. Durant la guerra civil del 1936 – 1939 es va cremar l'església perdent-se el retaule major, obra de Josep Pol, així com la resta del mobiliari. El seu aspecte actual es deu a la restauració que es feu als anys 1960. Entre les obres pictòriques destaca Sagrada Família amb sant Joaquim i santa Anna, de l'etapa final de l'època barroca atribuïda a Francesc Tramulles, deixeble d'Antoni Viladomat.

## Far

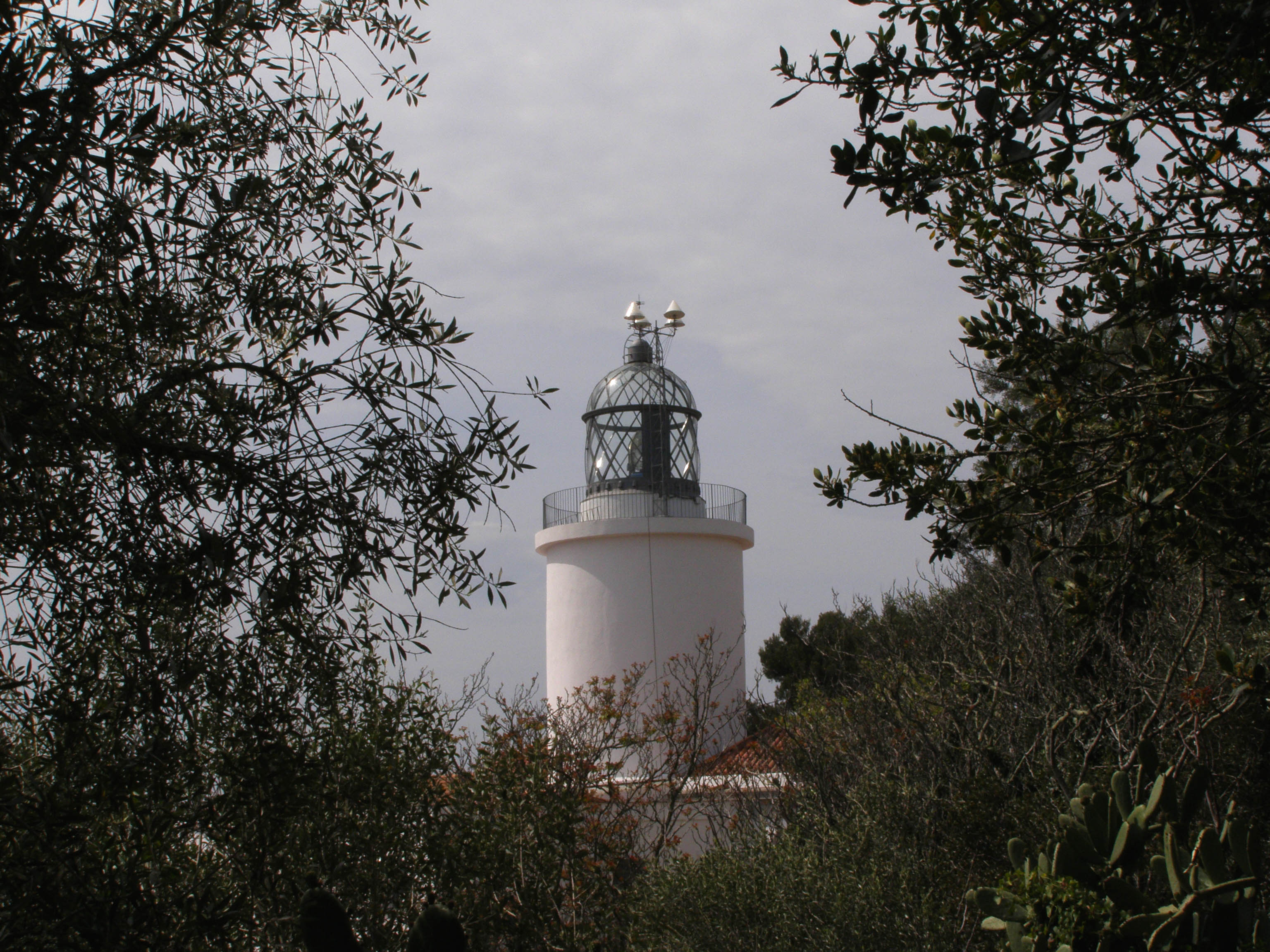
Far de Sant Sebastià

El far de Sant Sebastià, es troba a la població de Palafrugell. Inaugurat l'1 d'octubre del 1857, la seva llum arriba fins a 32 milles nàutiques, cosa que el fa el més potent del litoral català. Està situat a 169 metres per sobre del nivell del mar. El far de Sant Sebastià va ser inaugurat el dia 1 d'octubre del 1857. El va realitzar l'enginyer Josep M. Faquinetto i la maquinària, que es conserva encara, va funcionar amb petroli fins al 1940, quan es va produir l'electrificació del far. L'any 1964 es va modernitzar, convertint-lo en aerofar.
Es tracta d'un conjunt format per la torre-far i altres dependències complementàries que l'envolten. Es troba elevat sobre una terrassa que salva el desnivell del terreny, i és envoltat d'una zona enjardinada i d'una tanca. La torre és de planta circular i d'una simplicitat màxima de línies, criteri de senzillesa que s'estén a la resta de construccions, cosa que no els impedeix mostrar un vocabulari decoratiu d'inspiració clàssica (finestres, cornises, ...).